# Carlitos (ur. 1976)
Carlitos, właśc. Carlos Domínguez Domínguez (ur. 18 października 1976 w Mairena del Aljarafe) – hiszpański piłkarz grający na pozycji napastnika.

## Życiorys
Zawodową karierę rozpoczął w sezonie 1994/1995, w barwach Los Palanganas, kiedy został przeniesiony z drużyny młodzieżowej do seniorskiej rezerwowej. Latem 1995 został powołany do 23-osobowej kadry na Mistrzostwa Europy U-18. Na mistrzostwach zdobył 3 gole, wszystkie w wygranym 4-1 meczu finałowym z Włochami. Już sezon później został zgłoszony, jako zawodnik pierwszej drużyny, do rozgrywek Primera División. W roku 1997 na okres 6-miesięcy został wypożyczony do klubu RCD Mallorca. W drużynie z Balearów strzelił 9 goli w 20 meczach, czym walnie przyczynił się do powrotu klubu do hiszpańskiej ekstraklasy.
Następnie Carlitos powrócił do Sevilli, po czym ostatecznie został sprzedany Mallorce. W wyspiarskim klubie występował regularnie przez pięć kolejnych lat, chociaż był używany głównie jako zmiennik. Jego najlepszy czas przypadł na sezon 1999/2000, kiedy zdobył dziewięć bramek w 29 meczach ligowych, włączając w to dublet przeciwko swojemu byłemu klubowi w wygranym 4-0 meczu. 3 maja 2003, grając tylko jedną minutę z Realem Madryt, strzelił gola w wygranym 5-1 spotkaniu.
Latem 2003 Carlitos powrócił do swojego macierzystego klubu, Sevilla FC, aczkolwiek w tym czasie grał znacznie mniej. Podczas swojego trzeciego sezonu po powrocie – 2005/2006 – ani razu nie znalazł się w kadrze meczowej w rundzie jesienniej. Niezadowolony z tego poprosił o transfer, a klub dał mu wolną rękę w poszukiwaniu nowego klubu podczas styczniowego okienka transferowego. Tak trafił do występującego w Segunda División klubu Hércules CF. W nowej drużynie rozegrał jedynie 16 meczów i nie strzelił żadnej bramki. W zespole z Alicante spędził jedynie pół sezonu i w następnym roku przeniósł się do grającej w niższej lidze Granady. Po krótkim okresie w tym klubie postanowił definitywnie zakończyć swoją karierę.

## Osiągnięcia
Klub
- RCD Mallorca
  - Puchar Króla: 2002/2003[4]
  - Superpuchar Hiszpanii: 1998[5]

Kadra
- Hiszpania U-18
  - UEFA Euro U-18: 1995[6]